# Bohan
Pour les articles homonymes, voir Bohan (homonymie).
Bohan est une section et un village de la commune belge de Vresse-sur-Semois située en Région wallonne dans la province de Namur. Bohan est le dernier village belge traversé par la Semois, un affluent de la Meuse, avant son entrée en France.

## Évolution démographique
- Source: DGS, 1831 à 1970=recensements population, 1976= habitants au 31 décembre

## Histoire
Pendant l'été 1944, la forêt de Bohan a abrité un camp organisé par la Mission Marathon pour y cacher des aviateurs alliés jusqu'à la Libération. Le camp, dirigé par Hubert Renault, a été le premier des six camps de Marathon à être libéré par les troupes américaines. De nombreux habitants de la région ont apporté leur aide à la sécurité et au ravitaillement des aviateurs alliés.
Bohan était une commune à part entière jusqu'à la fusion des communes de 1977.

## Patrimoine et culture

### Patrimoine architectural
- L'église paroissiale Saint-Léger (1760-1761) est un édifice classique en schiste, grès et pierre de France.
- La maison du Marichau, à colombages, classée depuis 1973.
- La pierre à marier, le long de la Semois : constituée de deux blocs, l'un en schiste et l'autre en quartz. Les mariés devaient s'asseoir dos contre dos sur le bloc en quartz afin d'être fertilisés.
- Le « pont cassé » : vestiges d'un viaduc emprunté par l'ancienne ligne vicinale Gedinne-Bohan, qui fut dynamité par l'armée française le 11 mai 1940, afin de ralentir l'avance de l'armée allemande.
- Nombreux anciens séchoirs à tabac.

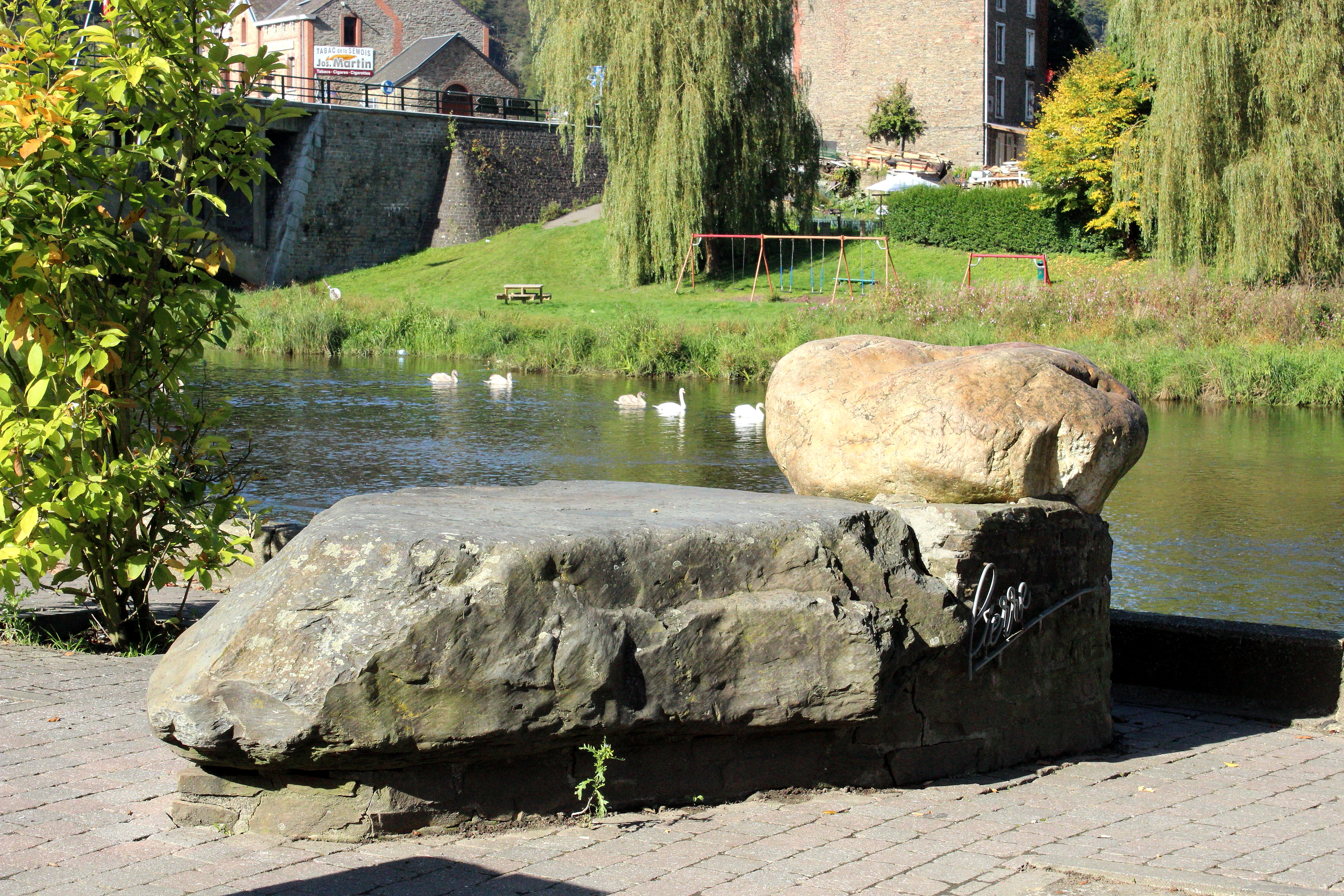
Pierre à marier.
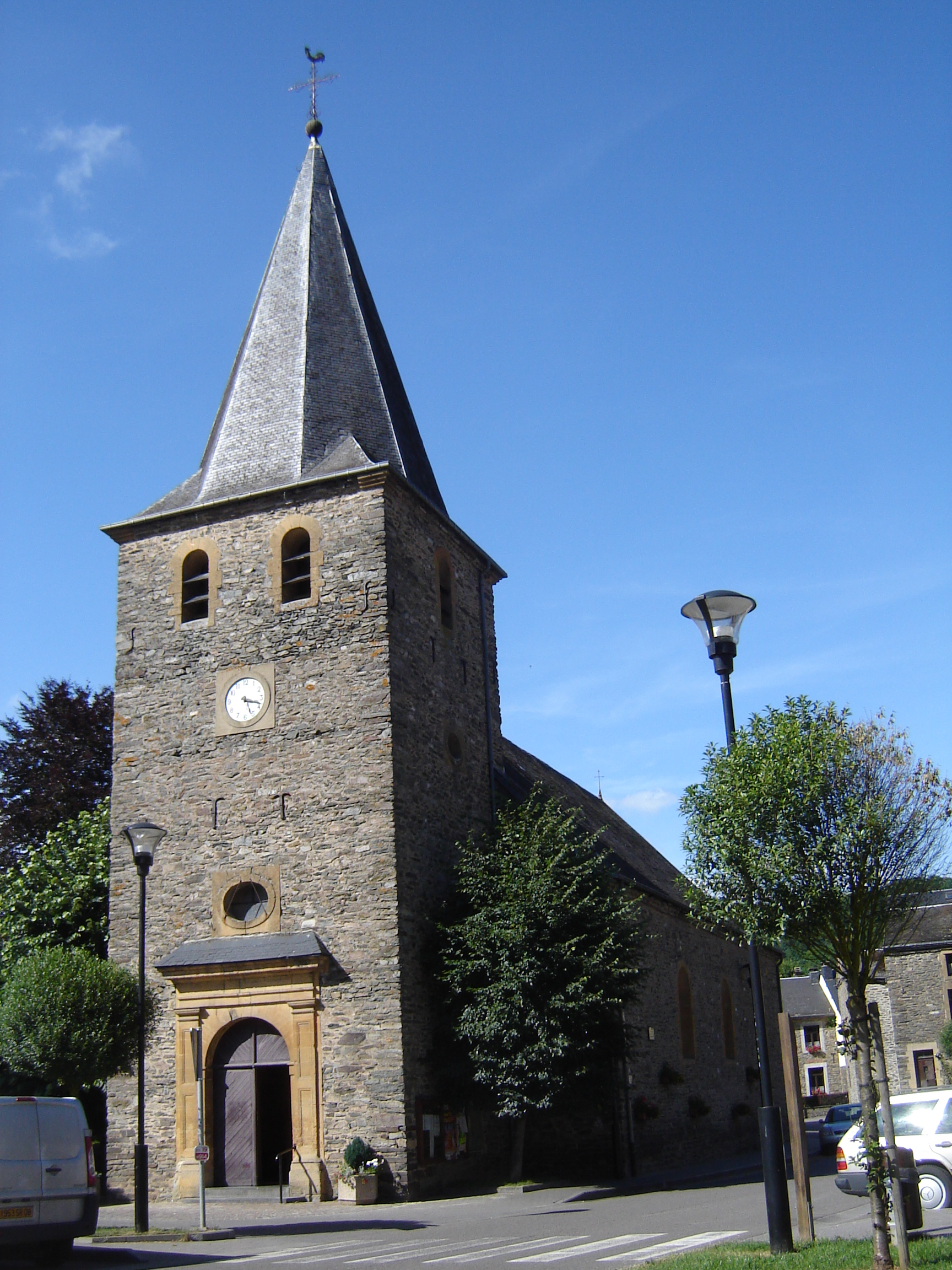
Église Saint-Léger.

### Culture
La langue traditionnelle est le champenois. Cette langue y bénéficie d'un statut de reconnaissance et de protection,.